# کارن اسلوتر
کارن اسلوتر (انگلیسی: Karin Slaughter؛ زادهٔ ۶ ژانویه ۱۹۷۱) رمان‌نویس، نویسنده، پدیدآور اهل ایالات متحده آمریکا است. وی از سال ۲۰۰۱ میلادی تاکنون مشغول فعالیت بوده‌است. وی همچنین برندهٔ جوایزی همچون جایزه ادگار شده‌است.